# Shikimate kinase
La shikimate kinase est une phosphotransférase qui catalyse la réaction :
ATP + shikimate  {\displaystyle \rightleftharpoons }  ADP + 3-phosphoshikimate.
Cette enzyme intervient à la cinquième étape de la voie du shikimate de biosynthèse des acides aminés aromatiques.